# 2007 en tennis
| Années du tennis : 2004 - 2005 - 2006 - 2007 - 2008 - 2009 - 2010    |
| Décennies du tennis : 1970 - 1980 - 1990 - 2000 - 2010 - 2020 - 2030 |

Cet article résume les faits marquants de l'année 2007 dans le monde du tennis.

## Décès
- 7 septembre : Doris Metaxa, 96 ans, joueuse française, vainqueur à Wimbledon en double dames en 1932
- 1er décembre : Ken McGregor, 78 ans, joueur australien vainqueur de 9 tournois du Grand Chelem en simple, double messieurs et double mixte

## Autres faits marquants
- 2 mai : Bataille des surfaces, match exhibition entre le numéro un mondial de l'époque, Roger Federer, et le numéro 2, Rafael Nadal, premier match de tennis de l'histoire à avoir été joué sur un court hybride (mi-terre battue mi-gazon).